# Удов, Владимир Павлович
Владимир Павлович Удов — советский деятель внутренней безопасности, депутат Верховного Совета CCСР.

## Биография
Родился в 1898 году. Национальность — русский.
Член ВКП(б) c 1932.
В органах ВЧК−ОГПУ−НКВД с 1921.
На 31.01.1936 работал в органах государственной безопасности Северо-Кавказского края. До 03.10.1940 — начальник Кизлярского ОКРО УНКВД Орджоникидзевского края. 03.10.1940 уволен вовсе c исключением с учета согласно ст. 38 п. «в» Положения. С 31.01.1936 — старший лейтенант государственной безопасности.
Депутат Верховного Совета СССР 1 созыва.
Арестован 27.06.1941. Осужден 24.12.1941. Орган, вынесший решение — Военный трибунал СКВО. Приговорён к 10 годам лишения свободы.
Информации о смерти нет.